# Аламанда
Аламандата (Allamanda), наричана още златна камбана, е род цъфтящи растения от семейство Олеандрови Apocynaceae. Те са местни в Америка, където се разпространяват от Мексико до Аржентина.

## Етимология
Името на рода Allamanda почита швейцарския ботаник и лекар Frédéric-Louis Allamand (1736 – 1809).

## Описание
Растенията от рода са вечнозелени дървета, храсти или лози. Съдържат бял латекс. Листата са срещуположни или подредени на вихри до 5. Върховете им обикновено са овални и с гладки ръбове, а някои са кожести или леко мъхнати. Съцветието е съставен цим (цимозно съцветие). Цветовете имат пет лопатовидни чашелистчета и камбановидни или фуниевидни пет венчелистчета, жълти при повечето видове. Плодът е шизокарп (разпадливо орехче), съдържащ две до четири семена.
- Allamanda blanchetii
- Цветове на Allamanda schottii
- Плод на Allamanda schottii
- Плод на Allamanda cathartica

## Приложение
Някои видове са познати като декоративни растения, отглеждани заради големите си разноцветни цветове. Повечето видове произвеждат жълти цветове; Allamanda blanchetii са розови.

## Отглеждане
В дивата природа аламандите растат по бреговете на реките и други открити, слънчеви райони с подходящи валежи и постоянно влажен субстрат. Растенията не понасят сянка или солени или алкални почви и са чувствителни към замръзване. Те растат бързо, понякога се разпространяват 3 метра годишно.
Аламандата е сред най-популярните екзотични растения, които виреят в типичните оранжерийни условия – влагата и топлината. Корени, излизащи от саксията, са признак за нуждата да бъде пресадена в по-голям съд.
Размножаването става чрез резници, отрязани през пролетта, които се вкореняват на стайна температура с подгряване на почвата.

## Химия и медицина
При лабораторни анализи видовете араманда са дали няколко химични съединения, включително иридоидни лактони (на английски: iridoid lactones) като аламандин, плумерицин и плюмиериди. По-специално е доказано, че плумерицинът е силно мощен NF-кВ инхибитор с противовъзпалителна активност in vitro и in vivo, докато неговите структурно свързани производни плумиердин, плумеридоид С и аламандицин нямат активност. Лигнанът пинорезинол и кумарините като скополетин и скопарон са изолирани от A. schottii.
Видовете аламанда са били използвани в системите на традиционната медицина за различни цели. A. cathartica се използва за лечение на чернодробни тумори, жълтеница, спленомегалия и малария. В анализи някои видове са показали известна активност срещу карциномни клетки, патогенни гъбички и ХИВ.

## Символика
Аламандата е официално цвете на Kuching North City Hall (комисията, която администрира северната част на град Кучинг в щата Саравак, Малайзия).

## Таксономия
В рода има около 12 до 15 валидни вида.
Видовете и синонимите включват:
- Allamanda angustifolia Pohl
- Allamanda blanchetii A.DC. – лилава аламанда, виолетова аламанда, виолетова тромпетна лоза
- Allamanda calcicola[3]
- Allamanda cathartica L. – жълта аламанда, златисто-тръбна, обикновена тромпетна лоза[7] brownbud аламанда[8]
- Allamanda doniana Müll.Arg.
- Allamanda laevis Markgr.
- Allamanda martii Müll.Arg.
- Allamanda nobilis T.Moore
- Allamanda oenotherifolia Pohl
- Allamanda polyantha Müll.Arg.
- Allamanda puberula A.DC.
- Allamanda schottii Pohl – храстовидна аламанда[9]
- Allamanda setulosa Miq.
- Allamanda thevetifolia Müll.Arg.
- Allamanda weberbaueri Markgr.